# 혈액 기체 장력
혈액 기체 장력(blood gas tension)은 혈액 내 기체의 부분압을 의미한다.

## 같이 보기
- 산소-혈색소 해리 곡선